# Dominio nazionale francese in Terrasanta
Il dominio nazionale francese in Terrasanta (in francese Domaine national français en Terre sainte) è costituito da quattro possedimenti francesi a Gerusalemme, tre dei quale si trovano nella parte est della città, che de facto si trova sotto sovranità israeliana ma è rivendicata dallo Stato di Palestina. La Repubblica francese vanta diritti di extraterritorialità sui quattro siti sulla base di antiche capitolazioni con l'Impero ottomano, ma questo status giuridico non è pienamente riconosciuto dalle autorità israeliane ed è stato occasionalmente oggetto di controversie. Tre di questi siti sono importanti luoghi di culto del cristianesimo. L'amministrazione dei quattro siti è affidata al consolato francese a Gerusalemme.
I siti sono i seguenti:

Localizzazione geografica dei siti

- Chiesa del Pater Noster, anche detto Santuario di Eleona;
- Chiesa di Sant'Anna;
- le Tombe dei Re, unico sito di cultura israelita;
- il monastero benedettino di Santa Maria della Resurrezione, presso il villaggio di Abu Gosh, unico possedimento nella zona occidentale di Gerusalemme.

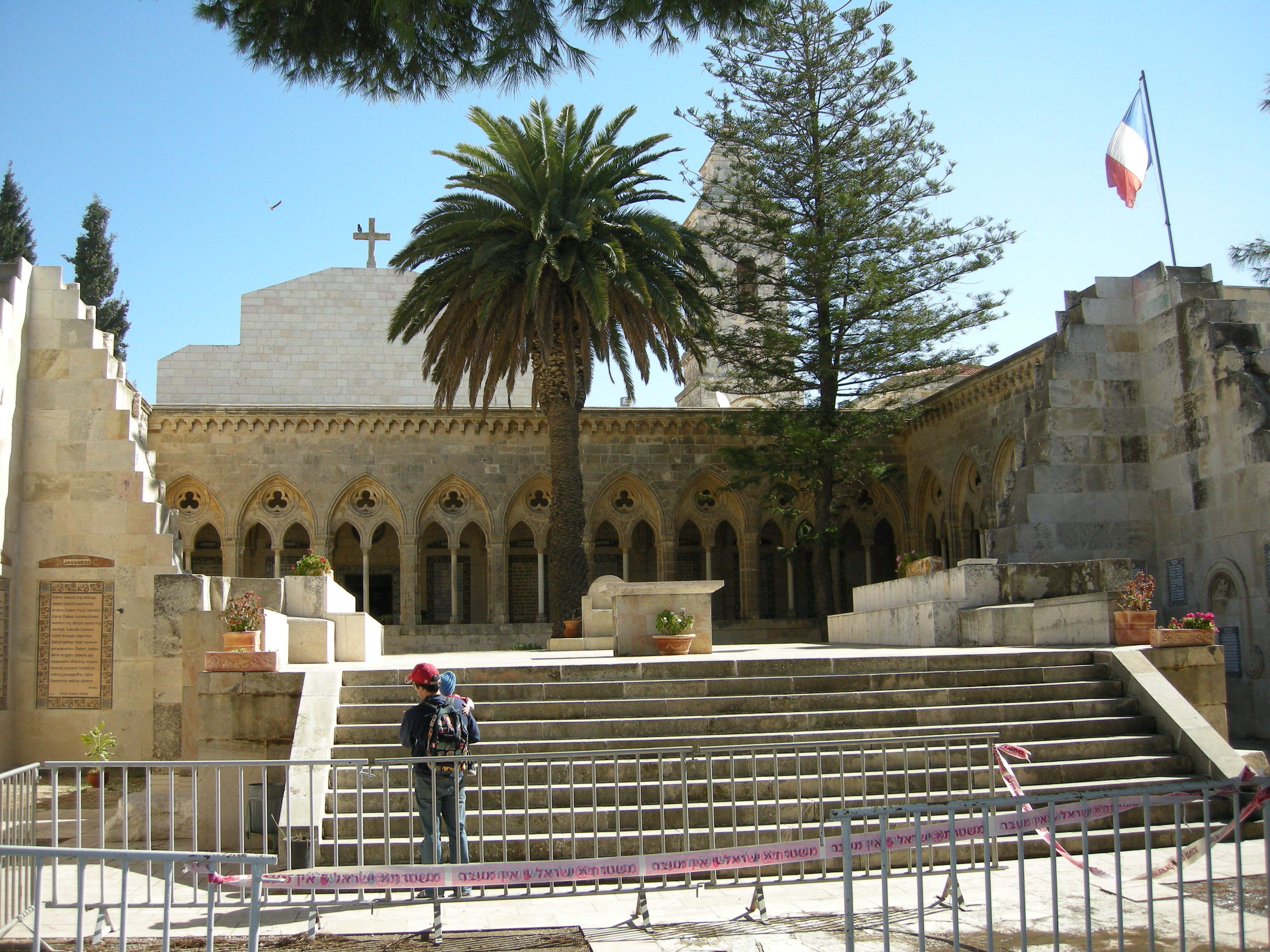
Chiesa del Pater Noster.
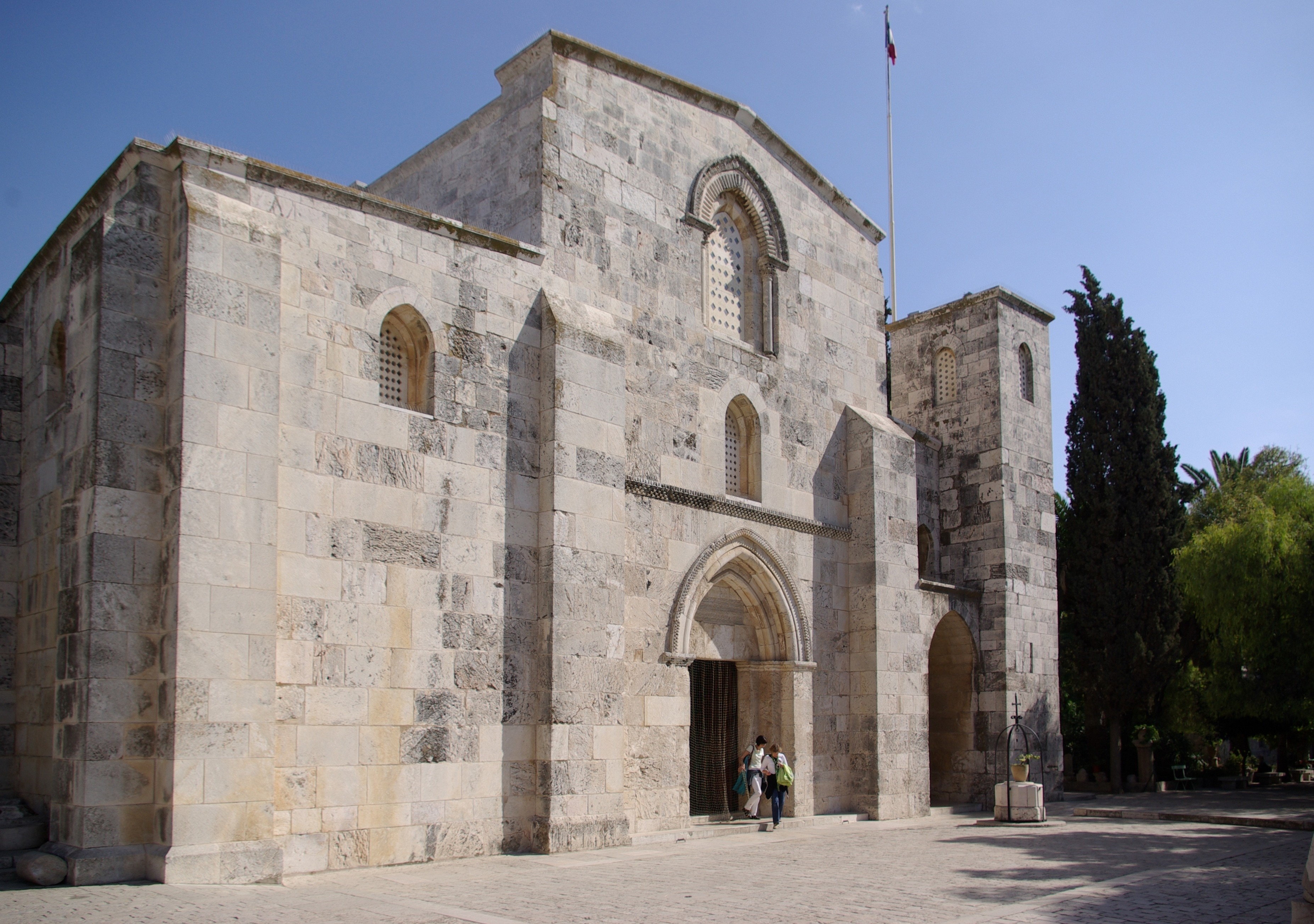
Chiesa di Sant'Anna.
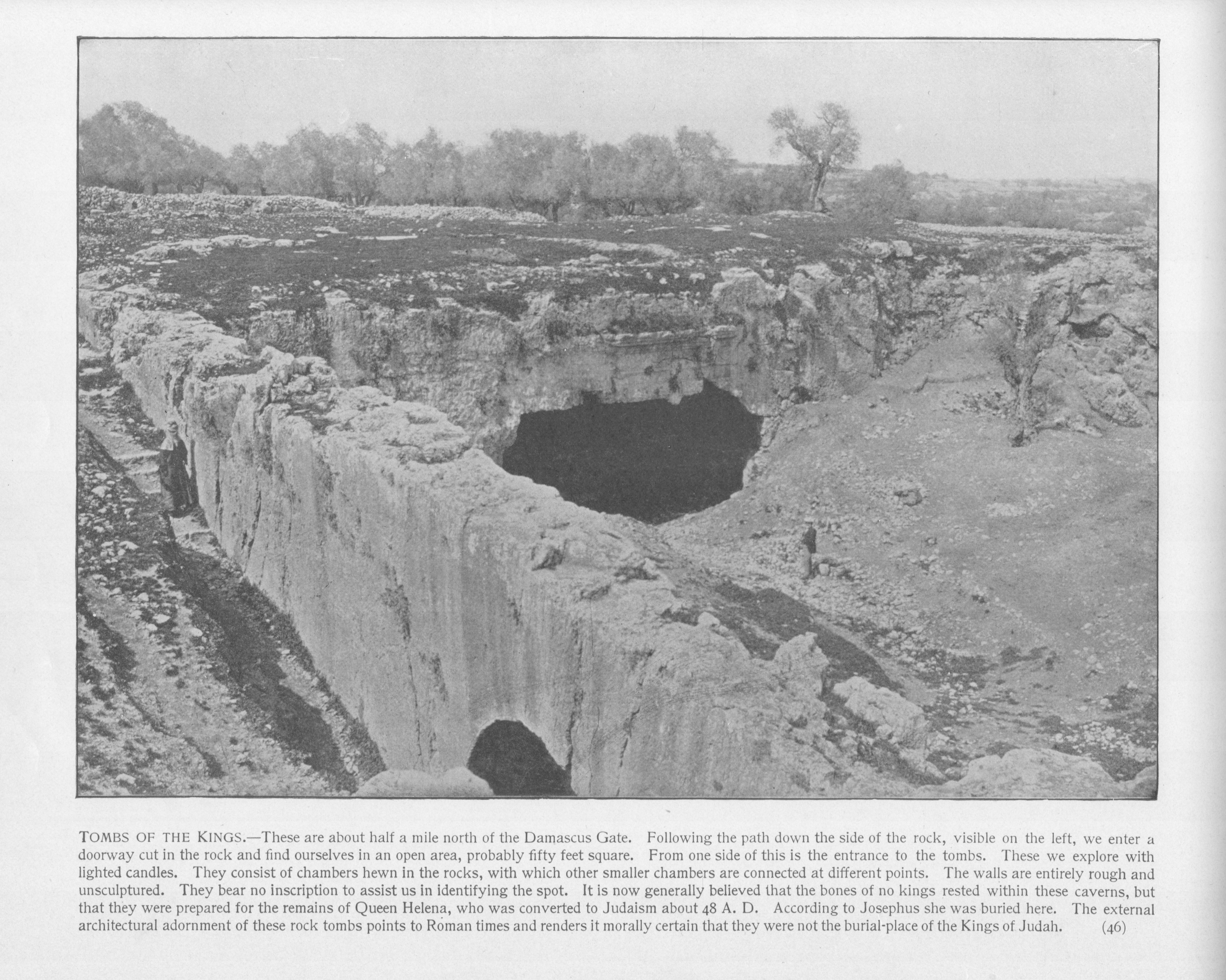
Tombe dei Re.
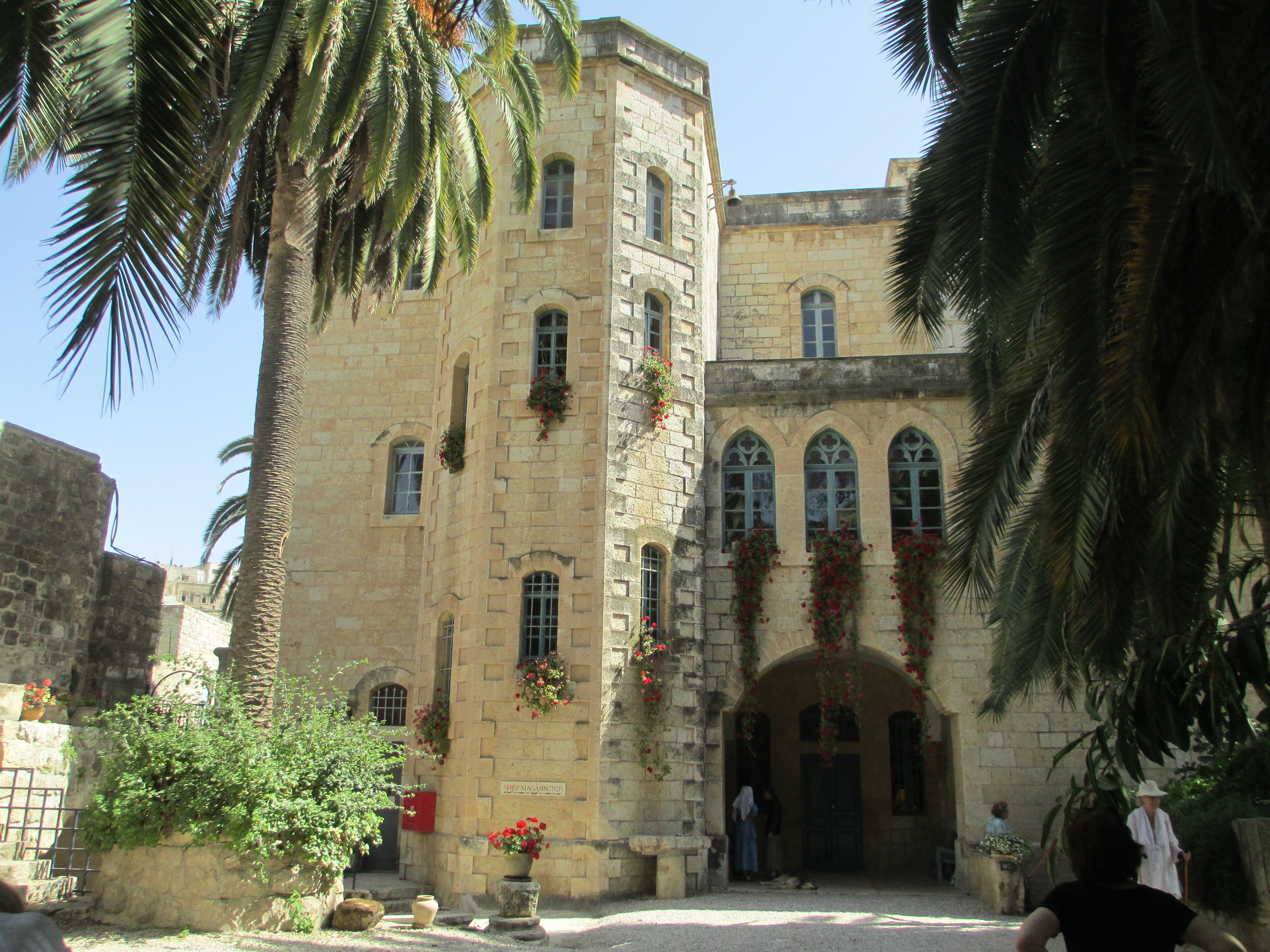
Monastero benedettino di Abu Gosh.